# No Gravity (álbum de Shontelle)
"No Gravity" é o segundo álbum de estúdio da cantora barbadiana Shontelle, lançado em 21 de setembro de 2010 pela SRC Records. Inicialmente programado para ser lançado em agosto de 2010, o álbum (que estava em fase de produção desde agosto de 2009) foi adiado por mais um mês para incluir sessões de gravação adicionais com Rodney Jerkins.
O Álbum foi precedido pelo carro-chefe "Impossible", lançado em 9 de fevereiro de 2010 e alcançou a 13ª posição na Billboard Hot 100. O segundo single, "Perfect Nightmare", foi enviado para as rádios americanas em 31 de agosto de 2010. O álbum debutou na 81ª posição, antes de cair para fora da tabela na semana seguinte.
Em maio de 2011, de acordo com uma publicação na página oficial de Shontelle no facebook, o álbum seria relançado em 2011. Entretanto foi revelado em agosto de 2011 que Shontelle já estaria trabalhando em seu terceiro álbum de estúdio.

## Antecedentes
Shontelle afirmou que o álbum seria experimental e com uma Influência rock e descreveu o som em geral como "bem equilibrado".
O álbum foi adiado de sua data de lançamento original de 24 agosto para 14 setembro (posteriormente 21 de setembro), para que Shontelle pudesse colaborar com Darkchild.
A última sessão com o produtor Rodney Jerkins, transformou um dos sonhos de Shontelle em realidade. Ela disse que ele era alguém que ela "sempre quis trabalhar com", e esta sessão de estúdio finalmente gerou o que viria a se tornar o segundo single do álbum, "Perfect Nightmare".
O Beatweek descreveu a música como algo que "ameaça se tornar uma balada em seu primeiro minuto, mas que finalmente explode em um fácil número de dança".
A Música "DJ Made Me Do It" foi originalmente destinada às irmãs gêmeas Nina Sky, que gravaram a música para seu segundo álbum. Mas quando seu projeto foi adiado, os autores da canção, The Jackie Boyz, Bruno Mars e Philip Lawrence, ofereceram-na a Shontelle porque 'tecnicamente a música não pertencia ao Nina Sky'.
Falando sobre o título em agosto de 2010 com o escritor urban europeu Pete Lewis do Blues & Soul, Shontelle esplicou: "'No Gravity' se tornou quase como um mantra que eu adotei para minha vida e para todo o projeto... Eu basicamente pensei 'Eu realmente não posso deixar nada ficar no meu caminho; Eu não posso deixar nada me impedir de subir ao topo; Eu não posso ter nada me prendendo para baixo ou me segurando. Tem de haver uma ausência de gravidade, para que eu possa flutuar cada vez mais alto!".

## Promoção
Shontelle iniciou a divulgação do álbum com performances ao vivo e promoções em seu website, ShontelleMusic. Um Viral de três partes, Uncovered, foi iniciado em 22 de junho de 2010, e seguiu com Shontelle na promoção do No Gravity. Através de sua conta no Facebook, Shontelle lançou cinco músicas do No Gravity. Ela também foi o ato de abertura na nova turnê de Kevin Rudolf, "To The Sky Tour". Ela também foi destaque da octogésima primeira edição da Beatweek. E foi programada para performar com o ex-vice-campeão do American Idol, David Archuleta no WLAN FM's 'Birthday Barndance' em 24 de setembro de 2010, no 'The Pullo Centre'.

## Recepção da Critica
| Críticas profissionais | Críticas profissionais |
| Pontuações agregadas   | Pontuações agregadas   |
| Fonte                  | Avaliação              |
| ---------------------- | ---------------------- |
| Metacritic             | 55/100                 |
| Avaliações da crítica  |                        |
| Fonte                  | Avaliação              |
| Allmusic               | [ 13 ]                 |
| The Boston Globe       | (mixed)                |
| The Canadian Press     | (negative)             |
| Entertainment Weekly   | (B-)                   |
| The Guardian           | [ 17 ]                 |
| The New York Times     | (mixed)                |

O álbum recebeu uma pontuação total de 55 de 100 em suas críticas, que significa que recebeu críticas mistas. Embora alguns críticos tenham elogiado as baladas lentas do álbum, houve críticas gerais pela falta de originalidade ou som distinguível. Carmen Castro do The Canadian Press ficou desapontada com a falta de um som original no disco. "Dou crédito a ela por seus vocais poderosos em 'Impossible', Embora que as músicas cantadas por ela não adicionem nada de mais ao já gasto tema de desilusão. As letras estão cheias do mesmo equivoco, pensamentos solitários de uma mulher perturbada... No 'No Gravity,' a cantora de 23 anos de idade prova que ainda tem de encontrar seu próprio estilo de assinatura. Isso soa tão similar aos materiais uptempos dance de Rihanna... Shontelle têm talento; Ela apenas precisa de tempo para encontrar sua própria identidade antes que ela possa subir. Shontelle atinge as notas corretas em "Impossible," a única faixa de destaque do CD." Andy Kellman do Allmusic também deu ao álbum uma resenha negativa dizendo que "seu material de dance-pop funcional e baladas temperadas poderiam ser entregues para quaisquer vocalista de talento moderado do Centro-Oeste." Além disso Kellman disse que embora 'Impossible' quase tenha se tornado um hit top-10, "isso não deixa qualquer impressão além do fato de ser uma balada catártica de qualquer tipo". Ele descreveu a faixa uptempo como "obtida de um trabalho feito para a pista de dança desprovido de caráter". Ao falar de outra grande balada do álbum, "Kiss You Up", ele disse "drifts com um andar tão lento que qualquer par romântico provavelmente iria cochilar no segundo verso."
Ken Capobianco do The Boston Globe disse que "'Shontelligence' foi uma das jóias pop mais negligenciadas dos últimos anos. Este acompanhamento do cantor e compositor Bajan descartou todas as influências caribenhas e pendeu para faixas clube misturado com um pop astuto e emocional, gancho carregado de baladas." Ele criticou também os compositores por "reciclagem de letras" mas disse que em algumas faixas os vocais de Shontelle "deram vida para as canções" bem como afirmando que as "faixas club são os destaques". Ele terminou dizendo que "as fáceis comparações com a colega de Barbados Rihanna têm sombreado Shontelle, mas isso deve movê-la para sob os holofotes." John Caraminica do The New York Times deu a No Gravity uma crítica mista para positiva. Ele disse "O 'Impossible' da Shontelle é uma coisa adorável... O resto do No Gravity é competente, às vezes um álbum pop empolgante, recolhendo outras tentativas: em essência, uma série de retratos desenhados por pessoas com estilos radicalmente diferentes. Emocionalmente vazio e apelativa de uma forma indistinta, Shontelle se encaixa em todos eles. Mas algumas sombras de valor estão dançando ao redor". Ele comparou o álbum a colega cantora de Barbados Rihanna, descrevendo como o contexto de No Gravity faz com que seja "difícil não pensar em Rihanna" porque o álbum soa como "um musical de acertos de contas que Rihanna nunca fez após seu combate de 2009, com Chris Brown." Charlotte Andrews do The Guardian concordou que irá conceder ao terceiro álbum as cinco estrelas. Ela criticou a produção do álbum, chamando-a de "R&B caiado de branco, com tempos upbeat dance e produção brilhante" e salientou que não havia nada de original no projeto, que poderia ter sido feito "por uma série de princesas do pop". Charlotte colcluiu dizendo que "Há alta potência vocal e ganchos infecciosos ao longo do disco, Mas o tema - desgosto, romance inócuo, contos de sobrevivência - parece monótono. No Gravity é perfeitamente elaborado, mas em última análise, descartável, e precisa do pontapé necessário para distinguir Shontelle dos açucarados e auto-tunizados R&B de classe". Tanner Stransky do Entertainment Weekly disse que o álbum tinha de se destacar em momentos como "Say Hello to Goodbye" e "Kiss You"
que mostram que ela tem "um talento especial para canções mais lentas e (pouco) atenciosas". O resto do disco foi criticado por ser "bastante inexpressivo passeando através de estilos uptempo, incluindo techno, chiclete, e club".

## Singles
"Impossible" foi lançado como o lead single do álbum em 9 de fevereiro de 2010, por download digital, mas falhou em angariar sucesso até maio de 2010. O single alcançou a posição de número trinta na Billboard Hot 100, se tornando o single de maior sucesso de Shontelle até o momento. Seria lançado no Reino Unido, por download digital, em 13 de setembro de 2010. Um videoclipe foi filmado para o single e lançado em março 2010.
"Perfect Nightmare" foi enviado para as rádios dos EUA em 31 de agosto de 2010, como o segundo single do álbum.  Sara Anderson do AOL Radio Blog mencionou a música, dizendo, "Abrindo com uma melodia de piano assombrosa por 1:08 'Perfect Nightmare' se transforma em uma papoula, hino club-driven, com Shontelle se esforçando para se libertar de um relacionamento prejudicial." Robbie Dow do Idolator disse, "E enquanto ela parece não conseguir abalar o cavalheiro irritante que ela descreve na melodia, nós encontramos uma nova Shontelle pronta para ser igualmente irresistível. É certamente um passo na direção certa para a cantora de 24 anos de idade, mas para quem quer o status de hit Top 10 nos EUA até agora tem sido bem evasivo." The official music vídeo premiered on outubro de 1, 2010.
"Say Hello to Goodbye" é o terceiro single do álbum. Foi enviada para as rádios mainstream dos EUA em 15 de março de 2011. O videoclipe estreou no VEVO em 27 de maio de 2011.

### Outras Músicas
"Licky (Under The Covers)" seria originalmente o lead single internacional e o segundo nos EUA.[carece de fontes?] Apesar de mais tarde ser revelado que a faixa não seria incluída no disco, embora esta seja incluída como faixa bônus nas edições digitais britânicas do álbum.[carece de fontes?] Um vídeo foi produzido para a faixa em janeiro de 2010.

## Tracklist
| N.º            | Título                         | Compositor(es)                                                    | Produtor(es)                               | Duração |  |
| 1.             | "Perfect Nightmare"            | Rodney Jerkins, LeToya Duggan, Victoria McCants                   | Darkchild                                  | 3:49    |  |
| 2.             | "Impossible"                   | Arnthor Birgisson, Ina Wroldsen                                   | Arnthor Birgisson                          | 3:46    |  |
| 3.             | "No Gravity"                   | Shontelle Layne, Harry Sommerdahl, Hanne Sorvaag                  | Harry Sommerdal                            | 3:34    |  |
| 4.             | "Take Ova" (featuring Pitbull) | Tommy Brown, Michaela Shiloh, McCants, Armando Perez              | Darkchild, Tommy Brown                     | 4:06    |  |
| 5.             | "Say Hello to Goodbye"         | Martin Hansen, Layne, Sorvaag                                     | Martin Hansen                              | 3:52    |  |
| 6.             | "DJ Made Me Do It"             | Bruno Mars, Philip Lawrence, Ari Levine, Steven & Carlos Battey   | The Smeezingtons                           | 3:23    |  |
| 7.             | "Love Shop"                    | T. Thomas, Djibril Kagni, Jordan Houyez, Fotemah Mba, Jason Kpana | Djibril Kagni, Jordan Houyez               | 3:22    |  |
| 8.             | "Helpless"                     | Carl Sturken, Evan Rogers, Layne                                  | Carl Sturken, Evan Rogers                  | 3:37    |  |
| 9.             | "Kiss You Up"                  | Jimmy Harry, Tony Kanal, Maureen McDonald                         | Tony Kanal, Jimmy Harry                    | 3:17    |  |
| 10.            | "T-Shirt (Radio Killa Remix)"  | Andrew Frampton, Wayne Wilkins, Savan Kotecha                     | Andrew Frampton, Savan Kotecha, The-Dream* | 3:53    |  |
| Duração total: | Duração total:                 | Duração total:                                                    | Duração total:                             | 36:39   |  |

| Faixa Bonus do iTunes US |                     |                                  |              |         |  |
| N.º                      | Título              | Compositor(es)                   | Produtor(es) | Duração |  |
| 11.                      | "Evacuate My Heart" | Jerkins, Shiloh, Duggan, McCants | Darkchild    | 3:22    |  |

| Faixa Bonus do iTunes UK |                            |                                                   |                |         |  |
| N.º                      | Título                     | Compositor(es)                                    | Produtor(es)   | Duração |  |
| 11.                      | "Evacuate My Heart"        | Jerkins, Shiloh, Duggan, McCants                  | Darkchild      | 3:22    |  |
| 12.                      | "Licky (Under the Covers)" | O. Goldstein, J. Franks, S. Garrett & T. Lawrence | DJ Franke      | 3:06    |  |
| Duração total:           | Duração total:             | Duração total:                                    | Duração total: | 42:67   |  |

## Histórico de lançamento
| Region         | Date                | Label                         |
| -------------- | ------------------- | ----------------------------- |
| United States  | September 21, 2010  | SRC Records, Universal Motown |
| United Kingdom | outubro de 18, 2010 | Universal-Island Records      |

## Paradas
| Chart (2010)        | Peak position |
| ------------------- | ------------- |
| UK R&B Albums Chart | 23            |
| US Billboard 200    | 81            |